# Faro de Kõpu
El Faro de Kõpu (en estonio: Kõpu tuletorn) es uno de los símbolos más conocidos y lugares turísticos de la isla de Hiiumaa en Estonia. Es uno de los faros más antiguos del mundo, ya que ha estado en uso continuo desde su finalización en 1531. 
El faro que marca el banco de arena Hiiu (estonio: Hiiu madal, sueco: Neckmansgrund) advierte a los barcos que están fuera de la costa. La luz del faro Kopu puede ser utilizada para la navegación hasta a 26 millas náuticas (48 km, 30 km). Aunque Lejos, en 1997 un faro de radar en gran parte se hizo cargo de su papel de ayuda a la navegación.
El Faro Kopu era conocido anteriormente con el nombre sueco, Faro Alto Dagerort.